# Aloe dabenorisana
Aloe dabenorisana ist eine Pflanzenart der Gattung der Aloen in der Unterfamilie der Affodillgewächse (Asphodeloideae). Das Artepitheton dabenorisana verweist auf das Vorkommen der Art auf dem Dabenoris-Gebirgszug in Südafrika.

## Beschreibung

### Vegetative Merkmale
Aloe dabenorisana wächst stammlos oder kurz stammbildend, ist einfach oder bildet dichte Gruppen. Die Stämme erreichen eine Länge von bis zu 30 Zentimeter und einen Durchmesser von 2,7 Zentimeter. Die lanzettlichen, spitz zulaufenden Laubblätter bilden hängende oder aufsteigende Rosetten. Junge Blätter stehen in vier bis fünf senkrechten Serien, später sind sie spiralförmig angeordnet. Die grüne, rötlich überhauchte Blattspreite ist bis zu 24 Zentimeter lang und 5 Zentimeter breit. Die weißen Zähne am Blattrand sind 2 Millimeter lang und stehen etwa 10 Millimeter voneinander entfernt. 

### Blütenstände und Blüten
Der bogig aufsteigende und nur selten einfache Blütenstand besteht in der Regel aus zwei bis vier Zweigen. Er erreicht eine Länge von 25 bis 30 Zentimeter. Die lockeren, konischen Trauben sind 12 Zentimeter lang. Die lanzettlich lang zugespitzten Brakteen weisen eine Länge von 7 Millimeter auf und sind 2 Millimeter breit. Die gelblichen, rot gekielten Blüten stehen an 20 bis 28 Millimeter langen Blütenstielen. Die Blüten sind 25 Millimeter lang. Auf Höhe des Fruchtknotens weisen die Blüten einen Durchmesser von 5 Millimeter auf. Darüber sind sie nahe der Mündung auf 8 Millimeter erweitert. Ihre äußeren Perigonblätter sind nicht miteinander verwachsen. Die Staubblätter und der Griffel ragen kaum aus der Blüte heraus.

## Systematik und Verbreitung
Aloe dabenorisana ist in der südafrikanischen Provinz Nordkap auf süd- oder südwestwärts gerichteten Quarzklippen in Höhen von 900 bis 1000 Metern verbreitet. 
Die Erstbeschreibung durch Ernst Jacobus van Jaarsveld wurde 1982 veröffentlicht.

## Nachweise